# IL Волка
IL Волка (лат. IL Lupi) — двойная рентгеновская новоподобная катаклизмическая переменная звезда (XNG) в созвездии Волка на расстоянии приблизительно 24462 световых лет (около 7500 парсеков) от Солнца. Видимая звёздная величина звезды — от +16,7m до +14,6m. Орбитальный период — около 26,794 часов (1,1164 суток).

## Характеристики
Первый компонент — аккрецирующий компактный объект (чёрная дыра). Масса — около 9,4 солнечной.
Второй компонент — белая звезда спектрального класса A2V. Масса — около 2,45 солнечной. Эффективная температура — около 5324 K.